# Isole Aleutine
Le isole Aleutine (in inglese Aleutian Islands; in russo Алеутские острова?, Aleutskie ostrova; in aleutino Unangam Tanangin) sono un arcipelago, posto nell'oceano Pacifico settentrionale, amministrativamente appartenente all'Alaska (Stati Uniti d'America) tranne le Isole del Commodoro, appartenenti al Kraj di Kamčatka della Federazione Russa.

## Posizione geografica
Di origine vulcanica, queste isole si sviluppano per 1900 km lungo un asse approssimativamente semicircolare est-ovest che va dalla penisola dell'Alaska fino al largo della penisola della Kamčatka.
Le Aleutine separano l'oceano Pacifico settentrionale dal Mare di Bering, e si dividono nei seguenti sottogruppi: Fox, Four Mountains, Andreanof, Rat, Near e Commodoro.

## Ambiente
Dal punto di vista geologico l'arcipelago è una continuazione della catena delle Aleutine che si estende sulla terraferma dell'Alaska, e presenta numerosi picchi vulcanici, il più alto dei quali, il vulcano Shishaldin (2869 m), si trova sull'isola Unimak. La vegetazione è costituita prevalentemente da radi alberi nani e da graminacee. Sull'arcipelago vi sono buoni porti, ma la navigazione nel mare che lo circonda è difficoltosa e rischiosa a causa della nebbia quasi costante e dei numerosi scogli affioranti.

## Clima
Il clima delle Aleutine è dominato dall'omonima depressione delle Aleutine, un centro di bassa pressione semipermanente del tutto simile alla depressione d'Islanda nell'Oceano Atlantico settentrionale. Il clima è pertanto oceanico-umido tendente al freddo con grandi precipitazioni.

## Popolazione
La popolazione autoctona è costituita dagli aleuti, che appartengono alla famiglia eschimese-aleutina e sono classificati etnologicamente come indigeni nordamericani. Gli abitanti sono occupati prevalentemente nella pesca e nell'allevamento ovino. Il centro commerciale di maggiore importanza è la città di Unalaska, situata sull'isola omonima.

## Storia
Le Aleutine furono raggiunte nel 1741 dal navigatore russo Aleksej Čirikov e da Vitus Bering, navigatore danese al servizio dei russi. Durante la seconda guerra mondiale, nel giugno del 1942, le forze giapponesi occuparono le isole di Attu e Kiska.

### La campagna della Seconda guerra mondiale
La campagna vide scontrarsi le forze statunitensi contro l'Impero giapponese, nelle uniche azioni di guerra anche terrestri che coinvolsero una delle aree insulari degli Stati Uniti. Le ostilità in questo settore si accesero quando il 3 giugno 1942 una piccola forza giapponese occupò le isole di Attu e Kiska. Le forze statunitensi, con grande sforzo, riuscirono a riconquistare le isole e cacciare gli invasori. A causa della contemporaneità della campagna delle Aleutine con battaglie molto importanti, quali Guadalcanal e Midway, questo conflitto "periferico" passò alla storia come la "battaglia dimenticata", considerata per molto tempo, erroneamente, un'azione diversiva giapponese.